# Солоний Лиман

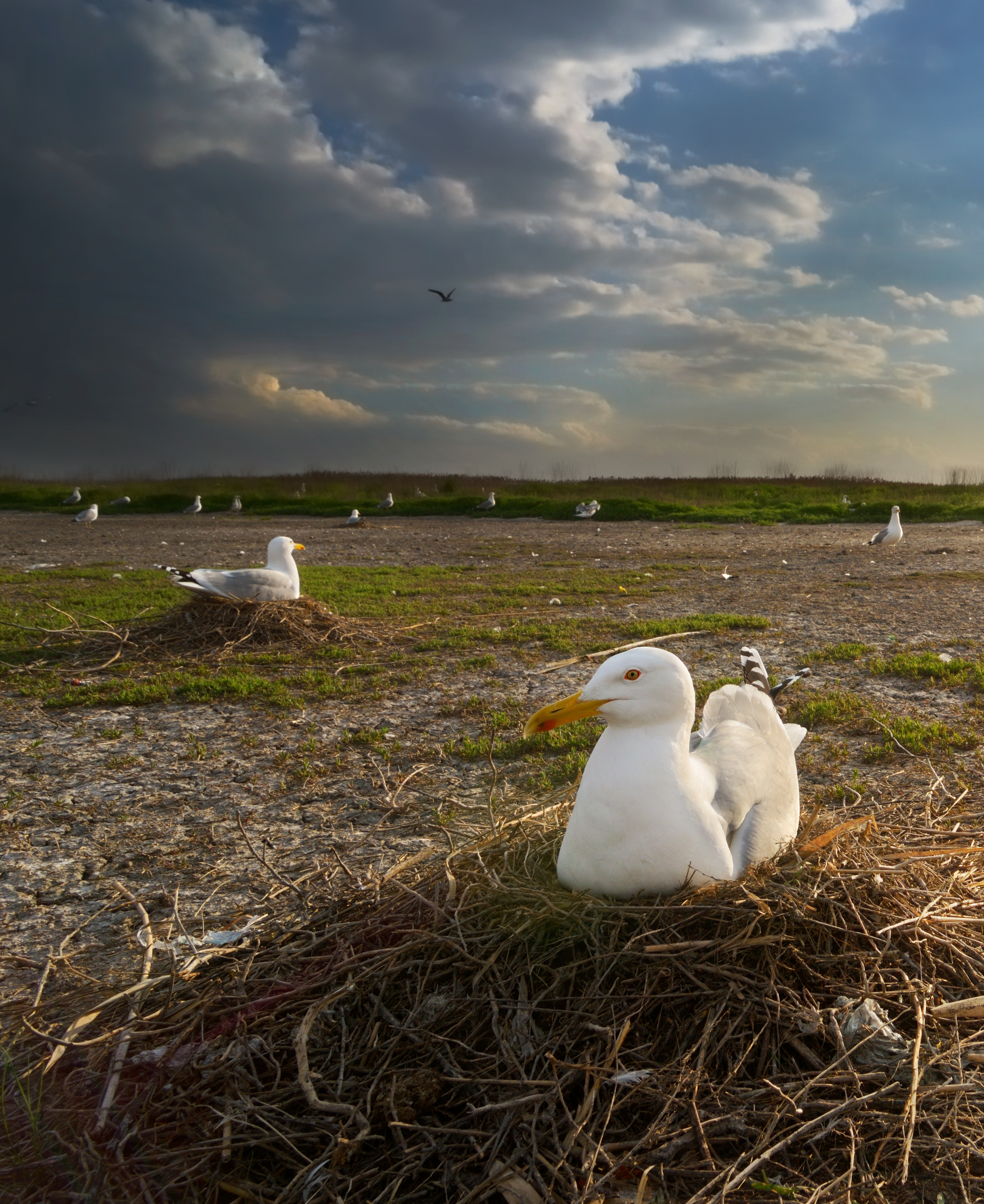
Гніздова колонія мартинів жовтоногих (Larus cachinnans) на острові Солоного Лиману

Соло́ний Лима́н — озеро в Україні, в межах Самарівського району Дніпропетровської області. Розташоване між селами Знаменівка та Новотроїцьке, на околиці Самарського лісу — великого масиву хвойних та змішаних лісів.
За формою озеро наближене до кола з діаметром бл. 1,8 км. Площа озера — бл. 3,5 км², довжина берегової лінії — бл. 11,5 км. У центрі озера розташований витягнутий острів, по берегах — кілька невеликих заток.

## Ландшафтний заказник
Для охорони природи озера і прилеглих ділянок створено (1980 р.) ландшафтний заказник державного значення «Солоний Лиман». Площа заказника 341 га.

## Курорт
На дні озера є поклади грязі, яка має лікувальні властивості. Грязь належить до мулових сульфідних грязей материкового типу, що володіють високою пластичністю і в'язкістю. Грязь має дрібнодисперсний склад, зміст великих часток 0,25 г і більше — бл. 0,4 %.
Цілющі властивості грязі озера були відомі навколишнім жителям з давніх часів. Вони використовували її для лікування ревматизму, подагри, радикуліту та інших захворювань. Освоєння лікувальних грязей Солоного Лиману розпочато в 1928 році, коли було прийнято рішення про будівництво грязелікувального пункту на березі лиману.
У 1947 році уряд УРСР прийняв постанову № 346 від 25.03.1947, згідно з якою територія хутора Ново-Троїцького визнавалася курортом місцевого значення з назвою «Солоний Лиман». Постанова зобов'язувала МОЗ УРСР та Дніпропетровський облвиконком протягом 1948—1950 років побудувати водогрязелікарню з пропускною здатністю до 1000 процедур за день, а також санаторій на 150 ліжок. Однак, через обмежене фінансування, була побудована лише лікарня, що складається з двох корпусів барачного типу на 100 ліжок.
Поштовхом до подальшого розвитку лікувального курорту стала Чорнобильська аварія, а також складна економічна ситуація в УРСР, пов'язана з підвищення вартості медикаментів та лікування на курортах інших республік. У 1988 році дніпропетровський облвиконком ухвалив рішення про розширення та реконструкцію лікарні «Солоний Лиман», будівництво житла та об'єктів соціально-культурного призначення для медперсоналу лікарні та їхніх сімей.
Для збереження грязі на березі озера зведено грязесховище, що забезпечує збереження лікувальних властивостей грязі протягом довгого часу.

## Мінеральна вода
Також поблизу Солоного Лиману розташовані джерела мінеральних вод, використовувані для водолікування. На основі ряду джерел з 1961 року діє завод з виробництва мінеральних вод «Новомосковський завод мінводи». Завод виробляє воду з мінералізацією 0,2—0,5 г/дм³, що належить до столових мінеральних вод.